# Mozarlândia
Mozarlândia é um município brasileiro do interior do estado de Goiás. Sua população, estimada pelo Instituto Brasileiro de Geografia e Estatística (IBGE), era de 16.077 habitantes em 2021.

## História
Sua origem foi o alojamento dos agrimensores Pedro Leite da Silva e dos irmãos Francisco Alencar Mota, Mozar Andrade Mota e Edgar Alencar Mota, próxima a confluência dos rios Barreirinho e Fogueira em junho de 1952. Nesse período, Mozar Andrade Mota criou plantações de arroz, milho e café e loteou parte para incentivar a formação do povoado. Em 25 de fevereiro de 1954 foi levantando o primeiro rancho, ainda coberto de palha, do senhor José Crispim dos Santos, formando assim o povoado de Barreirinho.
Em 1956 foi aberta a primeira estrada ligando Barreirinho ao povoado de Baunilha (atual Nova América), facilitando o escoamento da produção agrícola.
Em 30 de janeiro de 1958 o povoado de Barreirinho passou a distrito do município de Goiás pela Lei Municipal nº 245. Mudou de nome para Mozarlândia, em homenagem ao seu fundador Mozar Andrade Mota, no dia 11 de maio de 1958.
Finalmente em 23 de outubro de 1963, pela Lei Estadual nº 4702, foi desmembrada de Goiás, sendo elevada a categoria de Município.
Atualmente a cidade recebe um fluxo imigratório muito forte vindo das regiões Norte e Nordeste, em virtude da oportunidade de emprego na cidade, entretanto, há recentes formações de bolsões de pobreza, violência crescente e déficit de moradia para população crescente.

## Economia
O carro-chefe da economia mozarlandense é a pecuária, principalmente em virtude da instalação do Frigorífico Bertin (atualmente JBS Friboi) no município.
O município de Mozarlândia também conta com desenvolvimento interno, advindo do investimento dos moradores na economia do município. Apesar disso, a desigualdade socio-econômica presente no município é altamente notória, independentemente do seu alto PIB per capita, o maior da microrregião de São Miguel do Araguaia, a cidade enfrenta o dilema de muitos com pouco e poucos com muito.
Atualmente o município está investindo pesado na área da saúde (ampliação do hospital municipal, compra de novos equipamentos, construção de um laboratório em parceria com a JBS), educação, pavimentação asfáltica (recapeamento de várias vias da cidade) e até mesmo na iluminação pública, com a troca das lâmpadas nas principais ruas da cidade.

## Administração
| ANO               | PREFEITO                                 |                                            |
| ----------------- | ---------------------------------------- | ------------------------------------------ |
| 01/1963 a 12/1964 | Laurindo Alecrim de Souza                | Nomeado pelo governador Mauro Borges       |
| 1965              | Emiliano Gomes de Almeida                | Nomeado pelo Governo Militar               |
| 1966-1969         | Mozar Andrade Mota                       | Primeiro prefeito eleito                   |
| 1970-1972         | Décio Rodrigues de Freitas               |                                            |
| 1973-1976         | Mozar Andrade Mota                       |                                            |
| 1977-1982         | Pedro Pereira da Silva                   |                                            |
| 1983-1988         | José Pessoa                              |                                            |
| 1989-1990         | Pedro Pereira da Silva                   | Mandato não completo por problema de saúde |
| 1991-1992         | Francisco Carlos de Oliveira             | Vice que assumiu para término do mandato   |
| 1993-1996         | Carlos Cezar Flauzino da Silva           |                                            |
| 1997-2000         | José Pessoa                              |                                            |
| 2001-2008         | João da Centro-Oeste                     |                                            |
| 2009-2012         | Dr. Luizinho                             |                                            |
| 2013-2016         | João da Centro-Oeste                     |                                            |
| 2017-2020         | Adalberto da Pax                         |                                            |
| 2021-2024         | Valter Aleixo                            |                                            |
| 2025-2028         | Lucijane Freires Alencar Carlos da Silva |                                            |

## Lazer
A cidade não dispõe de muitas opções para o lazer no fim de semana, ficando restrito o lago da cidade ou o Rio Tesouras, que é a melhor opção. A praça da matriz foi reestruturada com um parquinho para que as crianças possam se divertir.

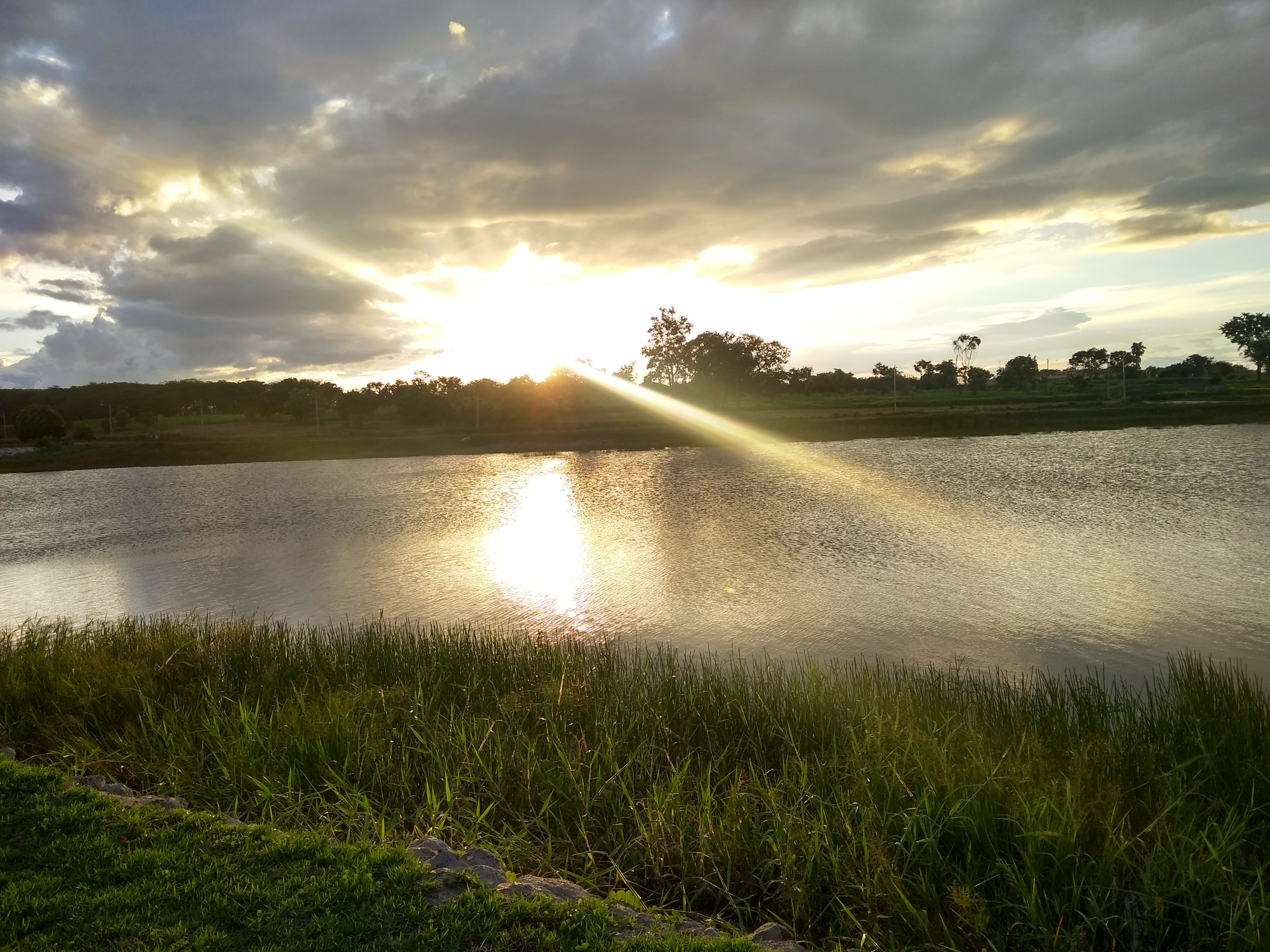
Lago Municipal de Mozarlândia